# 龍谷大學
龍谷大學（日语：／ Ryūkoku daigaku）是日本一所私立大学。

## 历史
起源于1639年（宽永16年）京都西本愿寺建立的一所学堂。目前的龙谷大学分别由位于京都府京都市伏見区的深草学舍（校本部所在）、下京区的大宫学舍，以及位于滋賀縣大津市的瀨田学舍所构成。
其中大宫学舎位于京都西本愿寺境内，主建筑为日本重要文化财产。

## 概况
龙谷大学的专业设置覆盖文、理、工、农等领域，在校生约1万余人。设有多个学术研究所，以及大学博物馆。作为佛教系大学，龙谷大学设有真宗、佛教、佛教史等学科。

## 學院與研究所
- 学院
  - 文學院
  - 经济學院
  - 经营學院
  - 法學院
  - 理工學院
  - 社会學院
  - 国際文化學院
  - 大专學院
  - 留學生别科

- 研究院 
  - 文学研究院
  - 法学研究院
  - 经济研究院
  - 经营研究院
  - 社会研究院
  - 理工研究院
  - 国际文化研究院
  - 法科专修研究院
  - NPO・地方行政研究课程